# 홍증식
홍증식(洪增植, 1895년~?)은 한국의 사회주의 계열 독립운동가, 언론인이며, 조선민주주의인민공화국의 정치인이다.